# Municipio de Rich (Kansas)
El municipio de Rich (en inglés: Rich Township) es un municipio ubicado en el condado de Anderson en el estado estadounidense de Kansas. En el año 2010 tenía una población de 288 habitantes y una densidad poblacional de 3,69 personas por km².

## Geografía
El municipio de Rich se encuentra ubicado en las coordenadas 38°4′33″N 95°7′32″O / 38.07583, -95.12556. Según la Oficina del Censo de los Estados Unidos, el municipio tiene una superficie total de 78.12 km², de la cual 77,74 km² corresponden a tierra firme y (0,49 %) 0,38 km² es agua.

## Demografía
Según el censo de 2010, había 288 personas residiendo en el municipio de Rich. La densidad de población era de 3,69 hab./km². De los 288 habitantes, el municipio de Rich estaba compuesto por el 96,88 % blancos, el 0,35 % eran afroamericanos, el 0,35 % eran amerindios, el 0,35 % eran asiáticos y el 2,08 % eran de una mezcla de razas. Del total de la población el 0,69 % eran hispanos o latinos de cualquier raza.